# Hills Have Eyes
Hills Have Eyes ist eine Metalcore-Band aus Setúbal, Portugal.

## Geschichte
Die Band Hills Have Eyes wurde im Jahr 2006 aus der Band „Skapula“ in der portugiesischen Stadt Setúbal gegründet. Pedro Pais, einer der ehemaligen Musiker in der Band, spielte bereits für die portugiesische Metalcore-Band More Than a Thousand. Zur aktuellen Besetzung gehören Eddie (Gesang), Nuno Silva (Schlagzeug), China (E-Gitarre), André Teixeira (E-Gitarre) und David Fernandes (Bass).
Im Jahr 2009 erschien das Debütalbum Black Book über das portugiesische Label Recital Records bei dem auch die Band Heavenwood unter Vertrag stand. Zuvor erschienen mit All Doves Have Been Killed (2007) eine EP und eine Split-CD mit den Bands My Ocean und Last Reunion im Jahr 2009.
Strangers, das Nachfolger-Album von Black Book, das am 17. Februar 2012 erschien, wurde von Fredrik Nordström (u. a. Bring Me the Horizon, Adept) gemastert. Eine Woche später starteten Hills Have Eyes eine 5-Konzert-Release-Tour durch Portugal. In Japan wurde Strangers über das Label Go with Me veröffentlicht. Diese Albumversion enthält die Songs der EP All Doves Have Been Killed als Bonustracks.
2012 unternahm die Band ihre „Strangers Eurotour“. Auf dieser Tour spielten Hills Have Eyes in Ungarn, der Schweiz, Deutschland, Österreich, Spanien, Frankreich und Luxemburg. Im Rahmen dieser Tour spielte Hills Have Eyes auf der Warm Up Party des Traffic Jam Open Air am 28. April in Darmstadt mit den Bands Give Em Blood, Checkmate und Awaiting Crunch. Das letzte Konzert dieser Tour fand am 26. Mai auf dem Food for Your Senses Festival in Luxemburg statt. Zuvor spielte die Gruppe am 23. Mai als Vorgruppe der kanadischen Band Cancer Bats in Santiago Alquimista.

## Diskografie
- 2007: All Doves Have Been Killed (EP)
- 2009: Black Book (Recital Records)
- 2009: Split-Album mit My Ocean und Last Reunion
- 2012: Strangers (Recital Records, Go with Me in Japan)
- 2015: Antebellum (Hell Xis Records)